# Hyposoter prinzi
Hyposoter prinzi är en stekelart som först beskrevs av Meyer 1926.  Hyposoter prinzi ingår i släktet Hyposoter och familjen brokparasitsteklar. Inga underarter finns listade i Catalogue of Life.